# An Amityville Poltergeist
An Amityville Poltergeist è un film del 2020 diretto da Calvin Morie McCarthy.
Uscito direct-to-video, il film è il ventottesimo della serie Amityville sebbene non abbia nulla a che fare con la famosa casa infestata di Amityville.

## Trama
Alla disperata ricerca di denaro, il giovane studente universitario Jim accetta, per la cifra di 100 dollari a notte, di alloggiare per alcuni giorni in una casa mentre l'anziana proprietaria è via. Ben presto il giovane inizia ad avere inquietanti visioni soprannaturali.

## Produzione
Il film è stato girato con il titolo No Sleep, poi modificato in Don't Sleep in fase di montaggio ed infine cambiato in Amityville Poltergeist durante il processo di distribuzione.

## Citazioni cinematografiche
- Su una parete in camera di Jim c'è un poster di un film di Godzilla.
- Sul frigorifero nella casa in cui deve stare Jim è attaccato un adesivo di Pikachu.
- Le apparizioni del fantasma e il suo modo di camminare ricorda molto quello di Samara Morgan della serie The Ring.